# HMS Victoria (1887)
HMS Victoria byla bitevní loď stejnojmenné třídy ve službách Britského Královského námořnictva, která se 22. června 1893 nedaleko libanonského Tripolisu potopila po srážce s bitevní lodí HMS Camperdown. Spolu s ní šlo ke dnu i 358 námořníků.

## Konstrukce a stavba

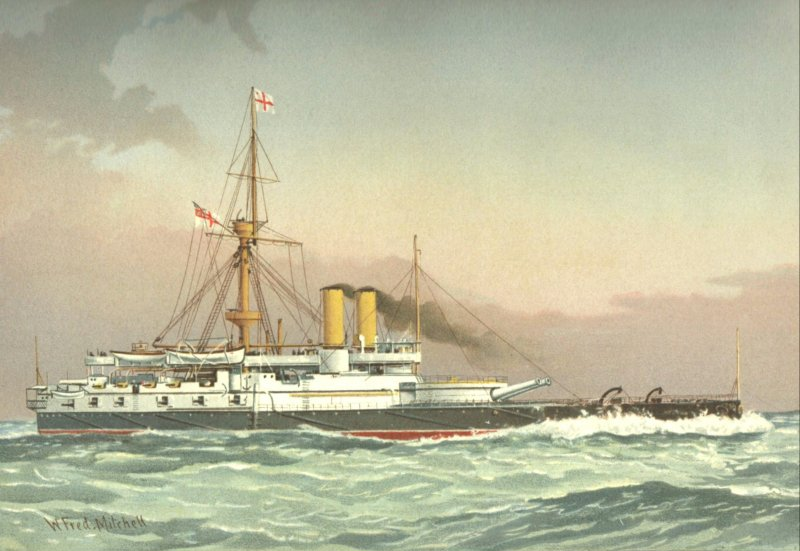
Victoria od Williama Fredericka Mitchella

Stavba bitevní lodě Victoria byla zahájena 13. června 1885. Loď se měla původně jmenovat Renown, ale vzhledem k tomu, že se blížilo zlaté výročí královny Viktorie, byla loď přejmenována. Victoria sice před veřejností budila dojem mohutného plavidla (silné pancéřování a obří kanóny ráže 413 mm), ale konstrukčně to byla špatně postavená loď s velice nízkou přídí, která často mizela ve vlnách (Victoria a její sesterská loď Sans Pareil byly proto příhodně označovány jako „přezůvky“). Na lodi se však objevilo více chyb. Při výstřelu z hlavní věže (se dvěma kanóny ráže 413 mm) se deformovala paluba, a po 75 výstřelech z této věže musela být loď stažena do doků na opravu. Loď poháněly dva parní stroje s trojnásobnou expanzí značky Humphreys & Tennant, každý s výkonem 2800 kW, napojené na dva šrouby na zádi. Victoria byla první loď Královského námořnictva vybavená parní turbínou; byla užita pro pohon dynama.

## Operační služba

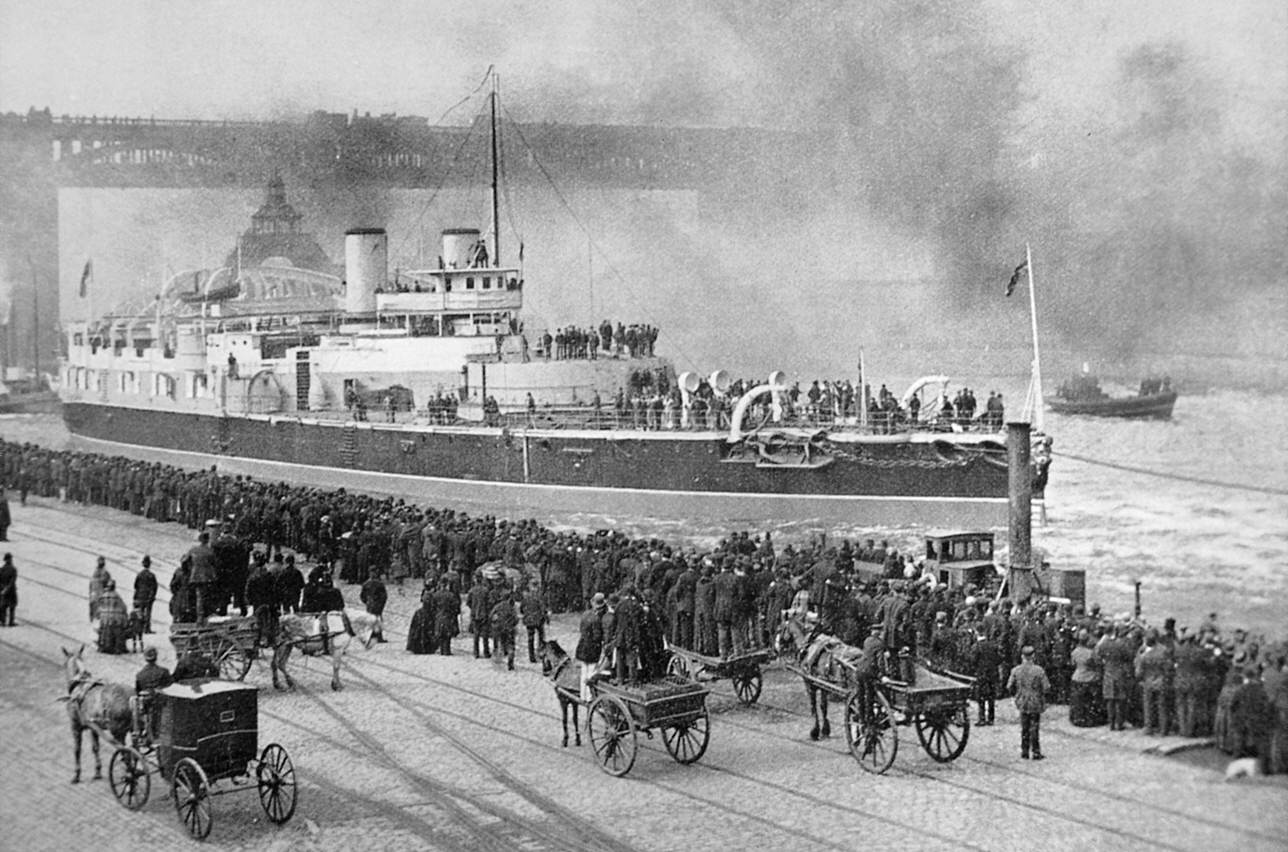
Victoria je vlečena z loděnic po řece Tyne

Loď byla pod velením kapitána J. E. Stokese převelena v březnu 1890 ke Středomořské flotile, které velel viceadmirál sir Anthony Hoskins, jehož v roce 1891 nahradil viceadmirál sir George Tryon. Victoria byla nyní vlajkovou lodí Středomořské flotily. Dne 29. ledna 1892, najela nedaleko řeckého města Platea na mělčinu. Loď, nyní pod velením kapitána Maurice Bourkeho, začala rychle nabírat vodu do trupu a brzy byly tři vodotěsné přepážky zatopené. Po několika neúspěšných pokusech se Victorii 4. února podařilo vyprostit. Poté odplula do doku Hamilton na Maltě k opravě. Oprava byla dokončena v květnu a Victoria se opět přidružila ke Středomořské flotile. Ta nyní směřovala k libanonským břehům, kde mělo přijít pro Victorii osudové cvičení.

## Začátek cvičení
Dne 22. června 1893 vyplulo 11 bojových lodí pod Tryonovým velením na další z mnoha cvičení. Moře bylo klidné a vál jen mírný vánek. Admirál Tryon chtěl své loďstvo po pětidenním odpočinku v Bejrútu opět procvičit. Plavil se na vlajkové lodi flotily a plánoval odvážný manévr. Rozdělil lodě do dvou proudů, každá s rozestupy šesti kabelů (zhruba 1150 metrů), načež se měly oba proudy otočit o 180 stupňů do středu. Náčelník štábu Thomas Hawkins-Smith nesměle namítl, že v tom případě budou lodě potřebovat odstup osmi kabelů. Tryon souhlasil, ale po odchodu náčelníka štábu si nechal zavolat vlajkového důstojníka lorda Gillforda a nařídil mu, ať se loďstvo zformuje do dvou proudů s rozestupy šesti kabelů a následně ať se otočí o 180 stupňů do středu. Gillford signál vyvěsil, ale okamžitě přišel Hawkins-Smith a ptal se, zda neudělal chybu. Poslal ho zpátky za Tryonem, ale ten prohlásil: „Nechte to na šesti kabelech.“

## SrážkaVictoriesCamperdownem

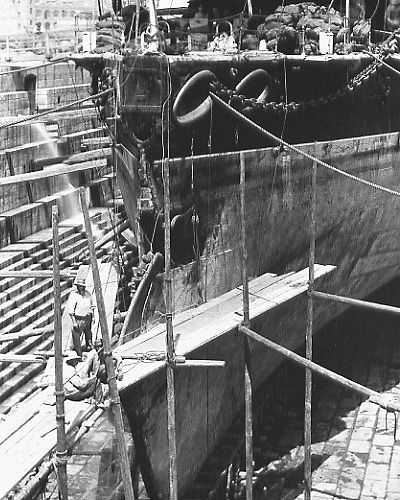
Kolizí poškozená příď bitevní lodě HMS Camperdown

Lodě nyní pluly ve dvou proudech, první pod velením viceadmirála Tryona na Victorii, druhý pod velením kontradmirála Markhama na jeho vlajkové lodi Camperdownu. Oba proudy pluly rychlostí 9 uzlů směrem k syrskému pobřeží. Rozzuřený Tryon vyslal na Camperdown signál, kterým se Markhama ptal, proč ještě nezahájil obrat. Lodím hrozilo, že najedou na břeh, a proto musel Markham uposlechnout. Victoria i Camperdown se otočily současně. Kapitán Victorie, Archibald Maurice Bourke poznamenal, že lodě budou příliš blízko u sebe. Tryon ho však nevnímal. Najednou si hrozící nebezpečí uvědomil i on. Okamžitě zavolal na strojovnu: „Oba stroje plný chod vzad!“. Příkaz však přišel příliš pozdě. Ve stejné chvíli totiž Camperdown zajel svým klounem na přídi do pravoboku trupu Victorie před dělovou věží a odhodil ji 20 metrů daleko. Všechny lodě okamžitě zahájily spouštění člunů, ale Tryon je zastavil, protože se domníval, že loď se udrží na hladině. Opět se ovšem mýlil. Během dvanácti minut loď klesla ke dnu. Zemřelo 358 námořníků a důstojníků, včetně George Tryona. Zachránilo se jich 357, včetně Hawkinse-Smitha a komandéra Johna Jellicoea (budoucího admirála loďstva a velitele Home Fleet), kterému pomohl plavčík Philip Roberts-West.

## Návrat na Maltu a vojenský soud
Loďstvo se vrátilo na Maltu pod velením Markhama. Všechny lodě držely smutek, s výjimkou Camperdownu. Okamžitě zasedl vojenský soud, který obvinil George Tryona, ale ten už byl mrtvý. Proto soud nakonec obvinil Markhama, zato že špatně porozuměl rozkazu a nemanévroval správně s Camperdownem. Byl zbaven hodnosti kontradmirála a už nikdy mu nebyla svěřena žádná významnější funkce. Soud nakonec konstatoval, že nemůže zjistit, proč se Victoria potopila. Tryonovi však tato událost úplně zničila pověst, a to i přesto, že celou kariéru sloužil dobře a oddaně Jejímu Veličenstvu.